# إيفرارد دغبي
إيفرارد دغبي (بالإنجليزية: Everard Digby)‏ (1578 - تُوفي في 30 يناير 1606) كان عضوًا في مجموعةِ الكاثوليك الإنجليزية الإقليمية التي خَططت لمؤامرة البارود الفاشلة عام 1605.

## روابط خارجية
- إيفرارد دغبي على موقع إن إن دي بي (الإنجليزية)